# Rattus rattus
Il ratto nero o ratto comune (Rattus rattus Linnaeus, 1758) è un mammifero roditore appartenente alla famiglia Muridae.

È inserita nell'elenco delle 100 tra le specie invasive più dannose al mondo.

## Descrizione

### Dimensioni
Un tipico Rattus rattus adulto misura dai 12 ai 18 cm, a cui si devono aggiungere fra i 15 e i 22 cm di coda. Il peso si aggira attorno ai 200 g, tuttavia non sono rari esemplari di 300 g. I maschi sono generalmente più grossi e robusti rispetto alle femmine.

### Aspetto
Il corpo è squadrato e robusto, con zampe posteriori più lunghe e forti rispetto a quelle anteriori: la parte inferiore dei pollici anteriori presenta anelli a forma di scaglie, mentre gli alluci delle zampe posteriori sono ridotti a semplici tubercoli. Su ogni zampa si trovano nella regione plantare cinque cuscinetti in corrispondenza delle dita.

Il pelo, come intuibile dal nome comune, è di colore nero, con tendenza a schiarirsi nella zona ventrale: le popolazioni locali presentano caratteristiche sfumature di bianco, grigio e bruno su dorso e ventre, spesso con sfumature azzurrognole. Il tarso e la zampa vera e propria sono glabri e di colore carnicino-nerastro, mentre la coda, ricoperta di radi peli, è scagliosa e dello stesso colore delle zampe. Il muso appuntito è glabro e rosato, così come le orecchie di media grandezza. Gli occhi sono neri. Sul muso sono presenti lunghe e sensibili vibrisse.
Rispetto al ratto grigio, il ratto nero presenta generalmente corporatura più slanciata, tuttavia gli esemplari più piccoli e scuri di ratto delle chiaviche possono facilmente passare per ratti neri ad un occhio inesperto o disattento: le due specie presentano tuttavia differenze consistenti a livello cranico, in particolare il ratto nero non possiede le due creste ossee laterali tipiche invece del ratto grigio, mentre il cranio è più stretto ed allungato, con orbite oculari di maggiori dimensioni e molari di forma differente. Le orecchie del ratto nero sono del tutto glabre, a differenza di quelle dei ratti delle chiaviche, che sono ricoperte da una rada e fine peluria; esse sono inoltre più grandi in proporzione al cranio, misurando fino a circa la metà di quest'ultimo ed arrivando, se tirate in avanti, a coprire la metà superiore dell'occhio.

## Biologia

### Comportamento
I ratti neri vivono in gruppi misti comprendenti numerosi esemplari di ambedue i sessi. Fra i maschi è presente una rigida gerarchia, che si traduce nel maggiore o minore accesso al cibo o alle femmine: queste ultime sono più aggressive rispetto ai maschi e tendono a spostarsi di meno nell'ambito del territorio che ciascun gruppo delimita e che misura in genere circa un centinaio di metri quadrati. Anche fra le femmine è presente una gerarchia, in particolare vi sono sempre due o tre di esse che sono dominanti rispetto a tutti gli altri appartenenti al gruppo, ad eccezione del maschio dominante. Generalmente, i ratti neri si curano poco del proprio territorio, difendendo in modo aggressivo dagli intrusi solo le aree strategiche come le provviste di cibo.

I vari esemplari comunicano fra loro tramite squittii, mentre i comportamenti di dominanza vengono tradotti in posture particolari e nel contatto fisico fra i vari esemplari. Spesso i ratti neri secernono una particolare sostanza oleosa che viene utilizzata sia nella comunicazione con altri esemplari nell'ambito dello stesso gruppo, che come deterrente per gli intrusi, in quanto spesso questa viene utilizzata per marcare i confini del territorio.
Questi animali sono attivi a tutte le ore, ma presentano picchi di attività principalmente dopo il tramonto: durante il giorno, i ratti neri tendono a riposarsi in nidi voluminosi e di forma globulare, costruiti con steli d'erba e foglie, situati generalmente in alto, ad esempio fra le fronde di un albero o ai piani alti di un edificio (in particolare nelle soffitte, da cui il nome comune di "ratto dei tetti"): solo raramente i ratti neri si scavano tane ipogee. Per muoversi a grandi altezze, il ratto nero utilizza la lunga coda come un contrappeso durante i suoi movimenti, per mantenere l'equilibrio ed evitare di cadere. Nelle isole Trobriand, tuttavia, i ratti neri utilizzano la coda a mo' di esca per catturare dei piccoli granchi.

### Alimentazione
A differenza dei ratti delle fogne, il ratto nero è prettamente erbivoro: si nutre in prevalenza di cereali, frutta e granaglie, depredando i silo nelle aree rurali e portuali e causando danni anche ingenti, in quanto contamina il cibo con urina ed escrementi, rendendosi così veicolo di numerose malattie come la leptospirosi. All'occorrenza, il ratto nero non disdegna di nutrirsi anche di insetti o di altri invertebrati, mangiando in caso di necessità qualsiasi cosa riesca a digerire.

Generalmente, un ratto nero di medie dimensioni consuma 15 g di cibo e 15 ml di acqua al giorno.

### Riproduzione
I ratti neri non hanno un periodo riproduttivo preciso, ma le femmine possono riprodursi durante tutto l'anno (con picchi in estate ed autunno), dando alla luce fino a cinque nidiate l'anno se le condizioni climatiche lo consentono. La gestazione dura poco meno di un mese, al termine del quale viene dato alla luce un numero di cuccioli variabile fra i 5 ed i 12: in prossimità del parto, la femmina comincia ad imbottire il nido con una grande quantità di materiale morbido, come foglie secche e muschio, ma anche carta e plastica. I cuccioli nascono glabri, ciechi e sordi: non aprono gli occhi prima delle due settimane d'età e vengono svezzati attorno al mese; possono dirsi indipendenti già appena dopo lo svezzamento, anche se non si allontanano dal nido prima di aver raggiunto la taglia adulta. Per raggiungere la maturità sessuale, tuttavia, impiegheranno dai 3 ai 5 mesi.

### Speranza di vita
Il ratto nero raramente vive più di un anno in natura, mentre in cattività raggiunge i quattro anni di vita.

## Distribuzione
La specie, con tutta probabilità originaria dell'Asia (probabilmente dell'Insulindia o del subcontinente indiano), si diffuse al seguito dei commercianti arabi in gran parte dell'Asia, ed in seguito raggiunse l'Europa con le navi di ritorno dalla Terra santa durante le crociate: da qui, al seguito dei viaggi per mare di mercanti e coloni europei, si diffuse man mano in tutto il mondo.
Si ritiene che l'arrivo del ratto nero in Europa abbia preceduto di sei secoli quello del ratto grigio: esso coincise con lo scoppio dell'epidemia di peste bubbonica che sconvolse il continente, provocata da batteri trasportati dalle pulci appartenenti alla specie Xenopsylla cheopis, che prospera nel pelame di questi animali. Il ratto grigio, più aggressivo e adattabile, ha rimpiazzato nel tempo il ratto nero in gran parte delle aree temperate e fredde del suo areale, mentre nelle aree tropicali (oltre che in Nuova Zelanda) è il ratto nero ad avere la meglio nella competizione. Pare infatti che il ratto nero sopporti anche climi sia più caldi che più freddi rispetto al ratto grigio, prosperando in ambienti subtropicali e tropicali, dove si riproduce a ritmi assai più elevati del normale. A differenza del congenere questo animale predilige aree più asciutte: pur trovandolo spesso in aree vicine all'acqua, come le aree costiere, i porti e le navi (anche se attualmente le severe norme di derattizzazione hanno reso piuttosto rara la sua presenza nelle imbarcazioni, mentre in passato era talmente comune da dargli il nome "ratto delle navi"), è assai raro che esso si avventuri in acqua. Esperto arrampicatore, lo si trova spesso anche ai piani alti degli edifici (da cui l'altro nome comune di "ratto dei tetti") o sulle cime degli alberi.
In Italia la sottospecie nominale è diffusa su tutto il territorio, isole maggiori e minori comprese: la sua densità è maggiore nelle aree costiere, mentre tende a rarefarsi man mano che si procede verso l'interno. Comune fino a quote di 250 m, ad altezze maggiori la sua presenza è legata alla presenza di insediamenti umani.

## Tassonomia
In passato venivano riconosciute numerose sottospecie di ratto nero, distinte fra loro principalmente in base alla loro localizzazione geografica ed alla loro colorazione del pelo:
- Rattus rattus alexadrinus
- Rattus rattus arboreus
- Rattus rattus argentiventer
- Rattus rattus brunneus
- Rattus rattus brunneusculus
- Rattus rattus diardi
- Rattus rattus flavipectus
- Rattus rattus frugivorus
- Rattus rattus gangutrianus
- Rattus rattus kandianus

In seguito, la specie venne sottoposta ad una revisione tassonomica che portò alla distinzione di tre sole sottospecie, mentre le altre vennero considerate piuttosto come popolazioni frutto di un meticciamento più o meno vario fra le tre sottospecie principali, ossia:
- Rattus rattus alexandrinus, marrone dorsalmente e grigio sul ventre;
- Rattus rattus frugivorus, marrone sul dorso e bianco o color crema nelle parti inferiori;
- Rattus rattus rattus, completamente nero sul dorso, nero o grigio scuro sulle regioni ventrali;

Venne inoltre messa in luce la differenza anche a livello cromosomico fra gli esemplari di ratto nero asiatici e quelli europei: i primi, infatti, presentano un numero di cromosomi 2n=42, mentre i secondi presentano, a seconda della popolazione, 2n=38 o 40. Il fatto che la prole frutto di incrocio fra queste due popolazioni sia spesso sterile porta a pensare che si tratti di specie a sé stanti, rendendo perciò necessaria l'istituzione di una nuova specie (Rattus tanezumi) comprendente i ratti neri asiatici. Le tre sottospecie sopracitate, invece, per la facilità con la quale si meticciano fra loro dando prole fertile, hanno invece portato gli studiosi ad essere sempre più propensi a considerare il ratto nero come specie monotipica.